# دکستر (مین)
دکستر(به انگلیسی: Dexter) شهری در ایالت مین کشور ایالات متحده آمریکا است که جمعیت آن در سرشماری سال ۲۰۱۰ میلادی، ۲٬۱۵۸ نفر بوده‌است.

## نگارخانه

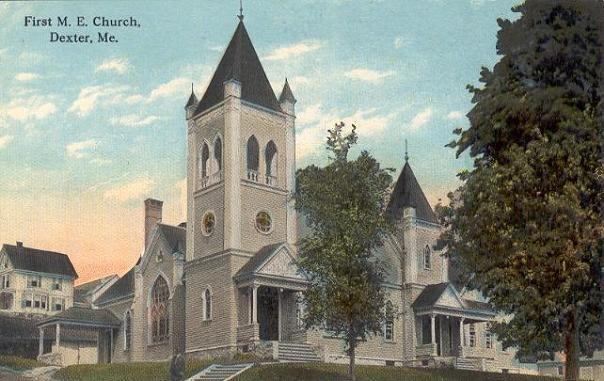
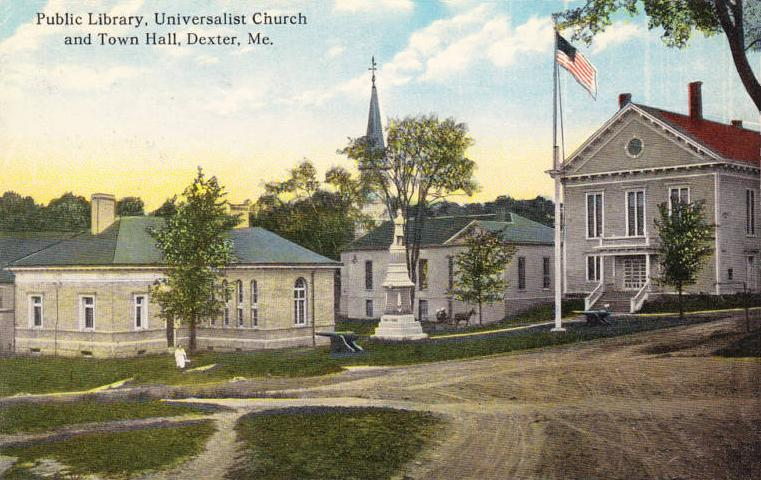
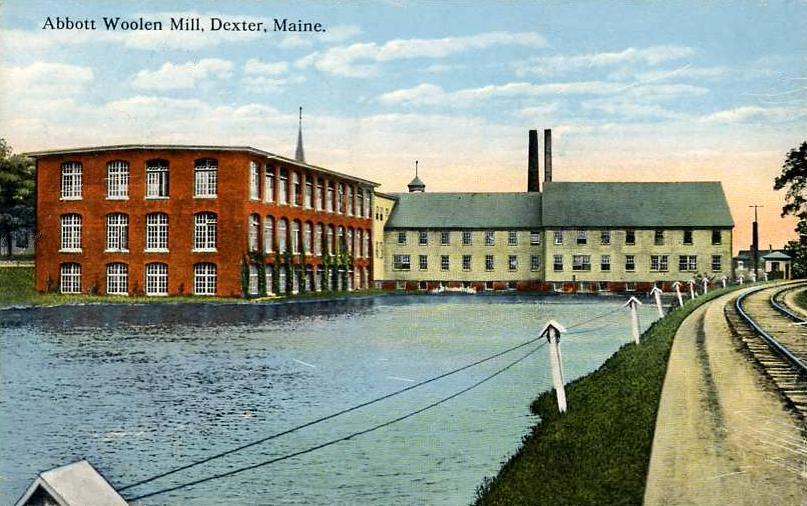